# Commissievergadering (Tweede Kamer)

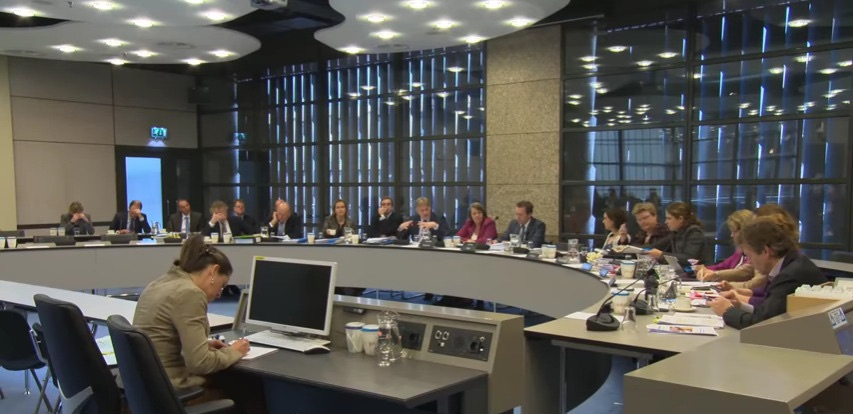
Een vergadering in een van de commissievergaderzalen van de Tweede Kamer

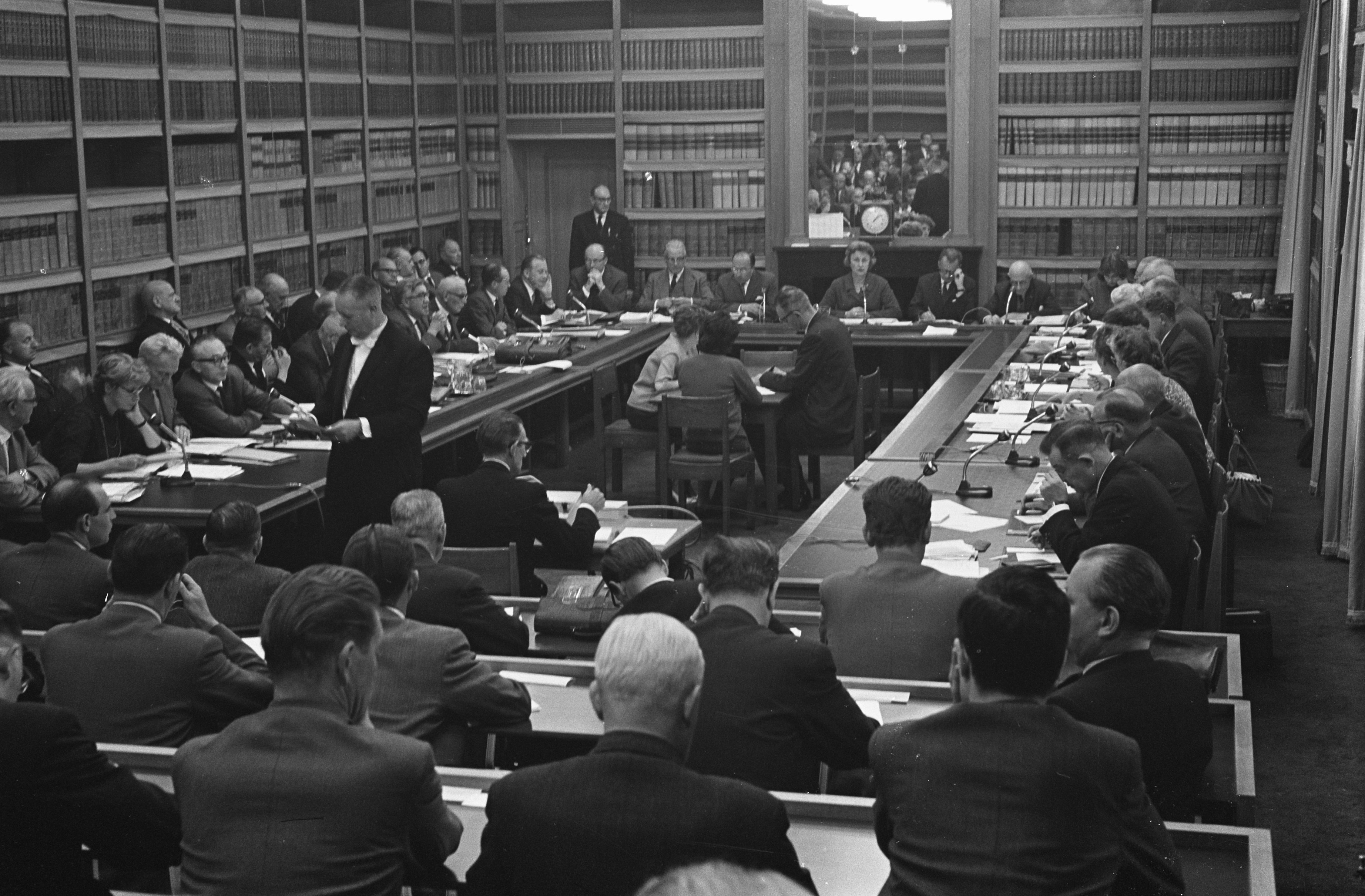
Vergadering van de Commissie van Onderwijs in 1962

Een commissievergadering is binnen de Tweede Kamer een overleg van leden van een Tweede Kamercommissie.  Er zijn verschillende soorten commissievergaderingen waarvan het algemeen overleg tussen een commissie en een minister of staatssecretaris het meest voorkomende is.

## Functie
Onder meer worden op de algemene overleggen de vergaderingen van de Raad van de Europese Unie voorbereid. Naast een commissiedebat kan een commissievergadering ook een procedurevergadering betreffen waarbij de commissie interne procedures vaststelt, het wetgevingsoverleg waarin met een minister over nieuwe wetgeving overlegd wordt, het  nota-overleg en het begrotingsoverleg. 
Een commissievergadering heeft een voorbereidende functie bij de besluitvorming rond wetgeving en controle van de overheid. Uiteindelijk wordt een inhoudelijk voorbereid onderwerp in een plenaire vergadering besproken, meestal in de vorm van een tweeminutendebat over het verslag van een algemeen overleg. Bij een commissievergadering zijn over het algemeen niet alle commissieleden aanwezig. Naast de commissieleden is ook altijd de ondersteunende staf van de commissie aanwezig.

## Procedures
De vergaderprocedures zijn vastgelegd in het Reglement van Orde van de Tweede Kamer. In 2018 werd op initiatief van Kamervoorzitter Arib besloten een grondige herziening van het reglement te laten plaatsvinden. Een werkgroep onder leiding van Kees van der Staaij adviseerde daarop om de commissievergaderingen belangrijker te maken om zo het plenaire debat te ontlasten. Debataanvragen en verzoeken om brieven van de regering te ontvangen, moeten meer via de commissie verlopen en minder via de plenaire zaal. Tevens werd voorgesteld de term ‘algemeen overleg’ te veranderen in ‘commissiedebat’.

## Commissievergaderzalen
De vergaderingen vinden sinds de uitbreiding van het Tweede Kamergebouw plaats in speciaal hiervoor gebouwde zalen. De zalen bieden in een halfronde opstelling ruimte aan alle 25 kamerleden. De zalen hebben glaswanden voorzien van lamellen om de transparantie te bevorderen. Drie grote zalen bieden plaats aan ongeveer 100 zitplaatsen voor het publiek. 
De zalen zijn vernoemd naar bekende figuren uit de Nederlandse politiek. De grote zalen zijn vernoemd naar de drie belangrijkste politieke stromingen: de Thorbeckezaal (THOZ, vernoemd naar de liberaal Johan Rudolph Thorbecke), de Groen van Prinstererzaal (GROZ, vernoemd naar Guillaume Groen van Prinsterer van de christelijke stroming) en de Troelstrazaal (TROZ, vernoemd naar de socialistische Pieter Jelles Troelstra). De andere zalen zijn vernoemd naar vrouwelijke politici: de Aletta Jacobszaal (vernoemd naar Aletta Jacobs, de Klompé-zaal (vernoemd naar Marga Klompé), de Suze Groenewegzaal (vernoemd naar Suze Groeneweg) en de Wttewaall van Stoetwegenzaal (vernoemd naar Christine Wttewaall van Stoetwegen).

## Openbaarheid
De vergaderingen zijn voor publiek toegankelijk via het publiek toegankelijke deel van het gebouw. Kamerleden hebben toegang via de wandelgangen van het afgeschermde deel van het gebouw.
Commissievergaderingen zijn live te volgen via internet. De vergaderingen kunnen sinds 14 juni 2016 via internet teruggekeken worden. Van commissievergaderingen worden woordelijke verslagen gemaakt die enkele weken na de vergadering online beschikbaar zijn. Van procedurevergaderingen verschijnen de dag na de vergadering besluitenlijsten.